# جوادف فوسفاتية
الجوادف الفوسفاتية (الاسم العلمي:†Phosphatocopida) هي رتبة منقرضة من مفصليات الأرجل تتبع طائفة القشريات الزائفة من حاملات الأشفاء.

## التصنيف
- رتبة †الجوادف الفوسفاتية
  - †الجوادف الفوسفاتية الحقيقية
    - رتيبة †الهسلاندونيات
      - فصيلة †الهسلاندونات
        - جنس †الهسلاندونة

    - رتيبة †الفستروغوثيات
      - فصيلة †الفستروغوثات
        - جنس †الفستروغوثية